# Михайловский сельский совет (Запорожская область)
Михайловский сельский совет (укр. Михайлівська сільська рада) — входит в состав
Вольнянского района
Запорожской области
Украины.
Административный центр сельского совета находится в 
с. Михайловка.

## История
- 1943 — дата образования.

## Населённые пункты совета
- с. Михайловка
- с. Андреевка
- с. Василевское
- с. Вольноандреевка
- с. Вольнокурьяновское
- с. Георгиевское
- с. Запорожское
- с. Криничное
- с. Нагорное
- с. Сергеевка
- с. Соколовка